# Hold Me Closer
Hold Me Closer (englisch Halte mich fester) ist ein englischsprachiger Popsong, der von der schwedischen Sängerin Cornelia Jakobs, David Zandén und Isa Molin geschrieben wurde. Mit dem Titel vertrat Jakobs Schweden beim Eurovision Song Contest 2022 in Turin und belegte den vierten Platz.

## Hintergrund

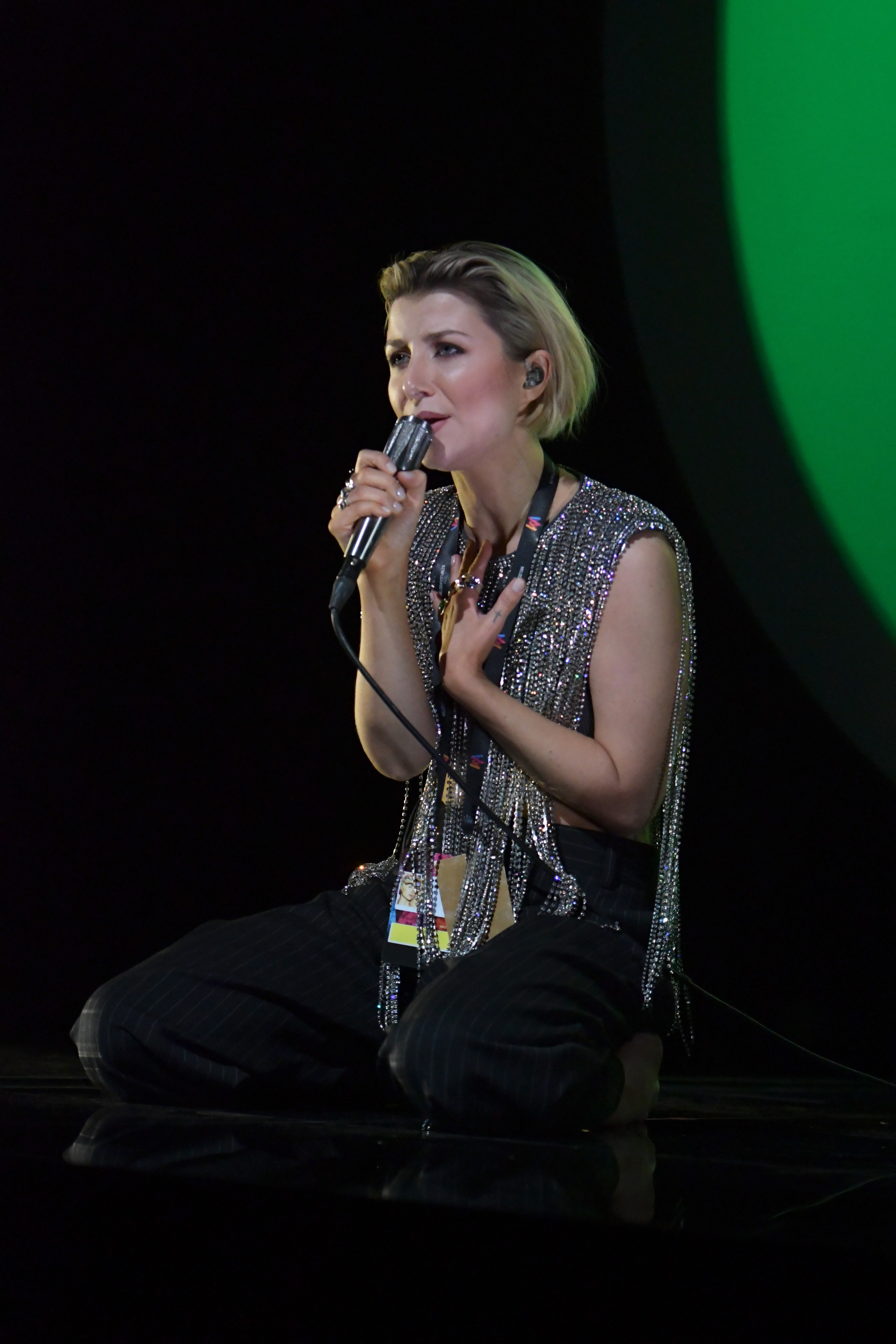
Cornelia Jakobs bei den Proben des Melodifestivalen

Ende November 2021 wurde bekanntgegeben, dass Jakobs beim Melodifestivalen 2022 teilnehmen werde, das der schwedische Vorentscheid des Eurovision Song Contest ist. Am 5. Februar 2022 nahm sie am ersten Halbfinale der Show teil, aus dem sie sich für das Finale qualifizieren konnte. Dieses fand am 12. März 2022 statt. Jakobs erhielt insgesamt 146 Punkte und gewann somit den Wettbewerb.
Der Titel wurde von Jakobs mit David Zandén und Isa Molin getextet und komponiert. Die Produktion fand lediglich durch Jakobs und Zandén statt. Das Mastering erfolgte durch Björn Engelmann.

## Inhaltliches
Der Titel ist eine Ballade. Am Anfang wird Jakobs von Streichern begleitet, die im Refrain intensiviert werden. Ab der zweiten Strophe setzen Schlagzeug und Synthesizer ein. Danach folgt eine weitere Wiederholung des Refrains sowie eine Bridge und erneut der Refrain. Jakobs erklärte, dass der Titel vom Ende einer Beziehung handele und davon, es zu akzeptieren. Der Titel sei im August 2021 entstanden, nachdem die Sängerin gerade aus einer zu Ende gegangenen Beziehung kam.

## Veröffentlichung
Der Titel wurde am 26. Februar 2022 veröffentlicht. Ebenfalls erschien eine um knapp 20 Sekunden gekürzte Version, um den Regelungen des Eurovision Song Contest zu entsprechen.

## Beim Eurovision Song Contest
Schweden wurde ein Platz in der zweiten Hälfte des zweiten Halbfinale des Eurovision Song Contest 2022 zugelost, welches am 12. Mai 2022 stattfand. Am 29. März 2022 wurde bekanntgegeben, dass das Land die Startnummer 17 erhalten hat. Das Land konnte sich erfolgreich für das Finale qualifizieren und erhielt die Startnummer 20. Im Finale am 14. Mai 2022 erreichte Schweden mit insgesamt 438 Punkten den vierten Platz.

## Chartplatzierungen
| ChartsChartplatzierungen     | Höchstplatzierung | Wochen |
| ---------------------------- | ----------------- | ------ |
| Schweiz (IFPI)               | 53 (1 Wo.)        | 1      |
| Vereinigtes Königreich (OCC) | 59 (1 Wo.)        | 1      |
| Norwegen (IFPI)              | 15 (2 Wo.)        | 2      |
| Schweden (GLF)               | 1 (30 Wo.)        | 30     |